# Imhotep
A XVIII. dinasztia idején élt vezírt lásd itt: Imhotep (XVIII. dinasztia).
Imhotep (ii-m-ḥtp; neve jelentése: „aki békében érkezik”; i. e. 27. század) ókori egyiptomi polihisztor, aki a III. dinasztiabeli Dzsószer fáraó alatt szolgált. A fáraó tanácsosa és Ré héliopoliszi főpapja volt. A világ első ismert mérnökének, építészének, orvosának, költőjének és írójának tartják (bár kortársa, Hesziré szintén orvos volt).
Kiemelt társadalmi helyzetéről tanúskodik, hogy elérte korának legmagasabb papi rangját. Imhotep pozícióját nem pusztán a fáraó kegyének, hanem saját széles körű műveltségének is köszönhette, hiszen a korabeli Egyiptomban a kiemelkedő tudással rendelkező emberek kerültek hasonlóan magas papi méltóságokba. Címeinek teljes listája:
Egyiptom királyának kancellárja, orvos, első a rangsorban Felső-Egyiptom királya után, a Nagy Ház felügyelője, örökös nemesember, Héliopolisz főpapja, építész, legfőbb ács, szobrász és vázakészítő.
Imhotep Dzsószer egyik legbelső tanácsosaként és főépítészeként tevékenykedett. Egyike volt annak a kevés halandó embernek, akit fáraó szoborcsoportja részeként ábrázoltak, és annak a kevés egyiptominak, akit halála után az istenek sorába emeltek. Kultuszának központja Memphisz volt. Az első átmeneti kortól kezdve költőként és filozófusként is nagyra tartották, mondásaira versekben utaltak: „Hallottam Imhotep és Hórdzsedef szavait, akikről oly sokat beszélnek.”
Sírjának holléte már az ókorban feledésbe merült, és a megtalálására tett kísérletek ellenére a mai napig ismeretlen. Valószínű, hogy Szakkarában található. Imhotep személyének történetisége minden kétséget kizáróan bizonyítható korabeli feliratok alapján, amit még életében írtak Dzsószer egy szobrának talapzatára (Kairó, JE 49889), egy másik felirat Szehemhet befejezetlen lépcsős piramisa körzetének falán említi. Utóbbi alapján feltételezhető, hogy Imhotep valamivel túlélte Dzsószert és utóda, Szehemhet uralkodása idején a fáraó piramisán dolgozott, amit Szehemhet uralmának rövidsége miatt nem fejeztek be.
Imhotep legjelentősebb építészeti alkotása Dzsószer halotti emlékműve és temploma Szakkarában, amely az egyiptomi építészet első monumentális kőalkotása. Emellett mára elveszett filozófiai művei is jelentősek voltak, személyében tisztelik a később Egyiptom-szerte közkedvelt bölcsességirodalom egyik első művelőjét. Az életbölcsességeket frappáns, velős formában megragadó mondásait, illetve az ezekből álló művének az ókori hagyomány alapján csupán címét ismerjük: Bölcs mondások könyve.

## Találmányai és eredményei

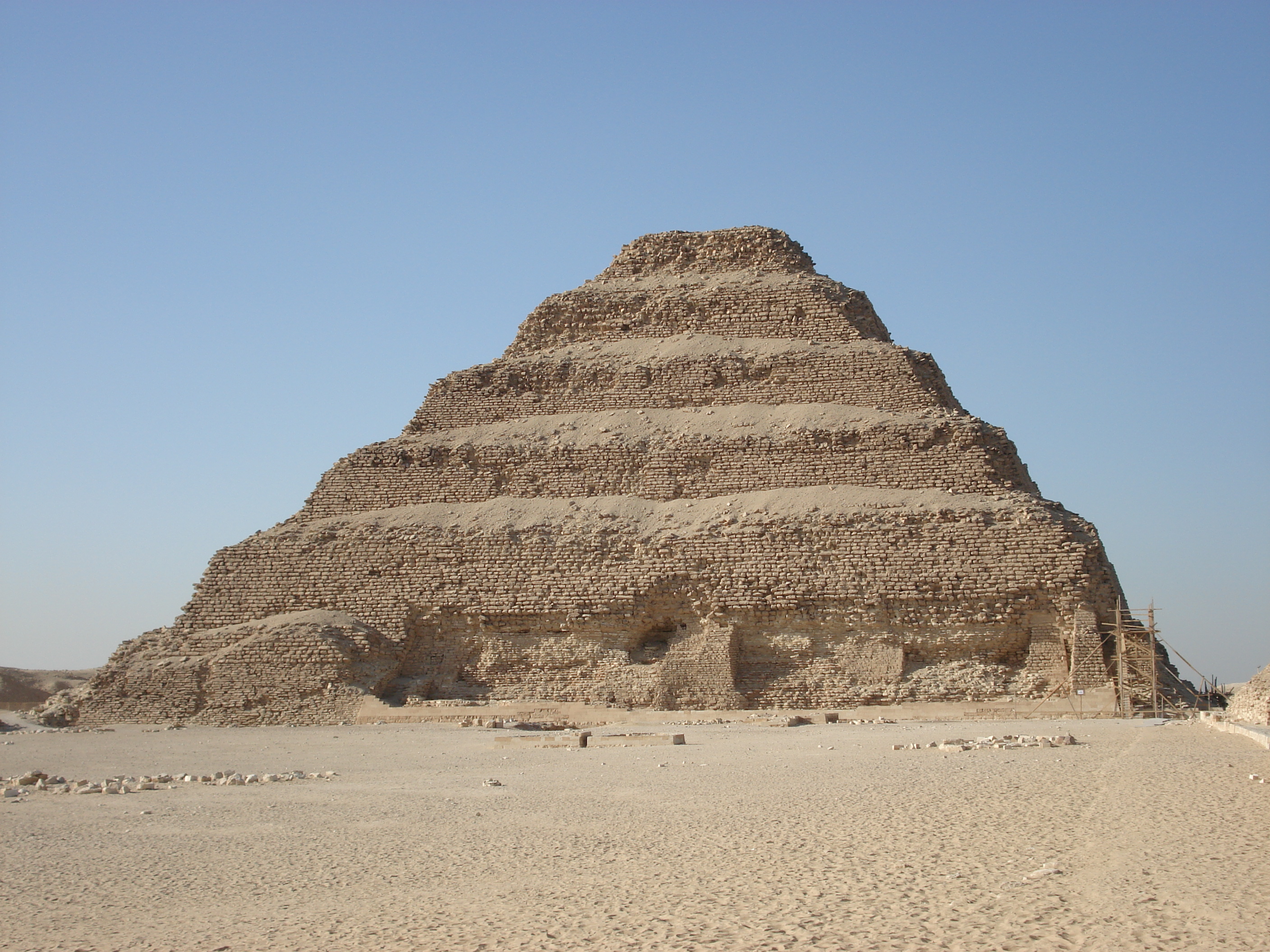
Az Imhotep által tervezett Dzsószer-piramis, a világ első monumentális kőépülete

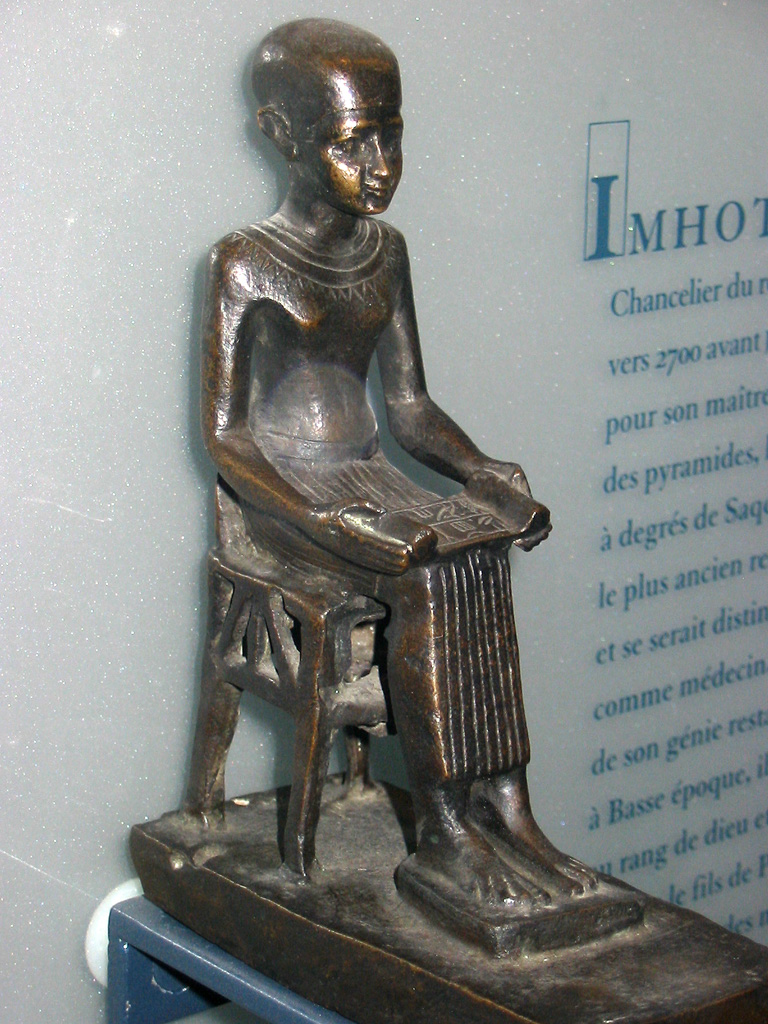
Imhotep-szobor a Louvre-ban

Imhotep tervezte Dzsószer fáraó piramisát, a szakkarai ún. lépcsős piramist. Korábban a fáraók masztabasírokba temetkeztek. Lehetséges, hogy ő használt elsőként oszlopokat az építészetben. Idealizált alakjához, melyet a ptolemaida korban is ismertek, később még több eredményt társítottak. Manethón egyiptomi történész neki tulajdonítja egy Dzsószer uralma alatt épült, kővel borított épület létrehozását is, bár nem ő volt az első, aki kőből épített: kőfalak, -padlók, ajtókeretek már az archaikus korban is előfordultak, bár a Lépcsős piramishoz hasonlóan nagy épület korábban sosem készült kizárólag kőből.
Az egyiptomiak ezenkívül több találmányt is neki tulajdonítottak, például a papirusztekercs készítését vagy jobbá tételét. James Henry Breasted szavaival élve:
„Papi bölcsességében, mágiában, bölcs mondások megformálásában, orvostudományban és építészetben Dzsószer uralmának ez a figyelemreméltó egyénisége olyan hírnevet szerzett magának, hogy a mai napig nem merült feledésbe. Ő volt a későbbi írnokok patrónusa, akinek rendszeresen italáldozatot mutattak be az írófelszerelésükhöz tartozó vizeskorsóból, mielőtt munkához láttak.”
Imhotepet az egyiptomi orvostudomány megalapítójának is tartják. Feltételezetten ő a szerzője az Edwin Smith-papirusz néven ismert orvosi szövegnek, melyben anatómiai megfigyelések, betegségek és gyógymódjaik leírása szerepel; figyelemreméltó, hogy természetfölötti dolgok nem kapnak benne szerepet. A ma létező papiruszt valószínűleg i. e. 1700 körül írták, de lehetséges, hogy egy ezer évvel régebbi szöveg másolata, bár nem bizonyított, hogy Imhotep a szerzője.
A ptolemaida kori, felső-egyiptomi Éhség-sztélén szerepel egy legenda, ami egy Dzsószer idejében történt, hét éven át tartó éhínségről szól. Imhotep nagy szerepet játszott abban, hogy az éhínség véget ért: egyik papja elmagyarázta a királynak Hnum isten kapcsolatát a Nílus áradásával, a király pedig ezután álmot látott, melyben a Nílus-isten beszélt hozzá és megígérte, véget vet a szárazságnak.

## Istenítése
Mivel a gyógyítás feltalálójának tekintették, időnként úgy vélték, ő az, aki Nut égistennő testét tartja a föld fölött, mivel Nut és Geb (a földisten) elválasztása egymástól az, ami szétoszlatja a káoszt. Emiatt Imhotepet Nut fiának is tartották. Ábrázolásokon Hathorral is ábrázolják, és Maattal, az igazság és a világ rendjének istennőjével is összefüggésbe hozzák, mivel felelős volt a káosz távol tartásáért, így a világrend fenntartásáért.
Kétezer évvel halála után már a gyógyítás isteneként tisztelték. Az ókori görögök Aszklépiosszal azonosították. Thébában összefüggésbe hozták a XVIII. dinasztia idején ott élt, szintén istenített Hapu fia, Amenhoteppel is; testvéreknek tekintették őket.
Istenítése folytán mítoszok is kialakultak köré: anyját, Heredu-anhot félisteni státuszúvá tették azzal, hogy Banebdzsedet isten lányának tartották. Mivel Ptah fiának is tartották, azt is állították, hogy anyja Ptah hitvese, Szahmet volt, és hogy az ő kultuszhelyükön, Memphiszben született.
A görög-római korban Imhotepet Thottal, az írás, oktatás, írásbeliség és írnokok istenével is azonosították.
Egy, a későkorban élt hölgy, Taimhotep, Ptah főpapjának felesége sztéléjén beszámol arról, hogy „Imhotephez, Ptah fiához” fohászkodott fiúgyermekért.

## A popkultúrában
Imhotep alakja felbukkan a Universal Pictures 1932-es A múmia című filmjében, itt Boris Karloff formálta meg. 1999-ben Brendan Fraser és Rachel Weisz főszereplésvel készített remake-et, majd A múmia visszatér címmel folytatást a stúdió. Ezekben a filmekben Arnold Vosloo alakította Imhotepet.